# 勒潘拉加雷讷
勒潘拉加雷讷（法語：Le Pin-la-Garenne，法語發音：[lə pɛ̃ la ɡaʁɛn] ⓘ）是法国奥恩省的一个市镇，属于莫尔塔涅欧佩什区。

## 地理
勒潘拉加雷讷（48°26'32"N, 0°32'48"E）面积15.88 平方千米，位于法国诺曼底大区奧恩省，该省份为法国西北部内陆省份，北起顺时针与卡爾瓦多斯省、厄尔省、厄尔-卢瓦省、萨尔特省、马耶讷省和芒什省接壤。
与勒潘拉加雷讷接壤的市镇（或旧市镇、城区）包括：于讷河畔圣但尼、贝拉维利耶、孔布洛、于讷河畔莫沃、雷韦永、圣茹安德布拉武、佩尔什地区贝尔福雷。

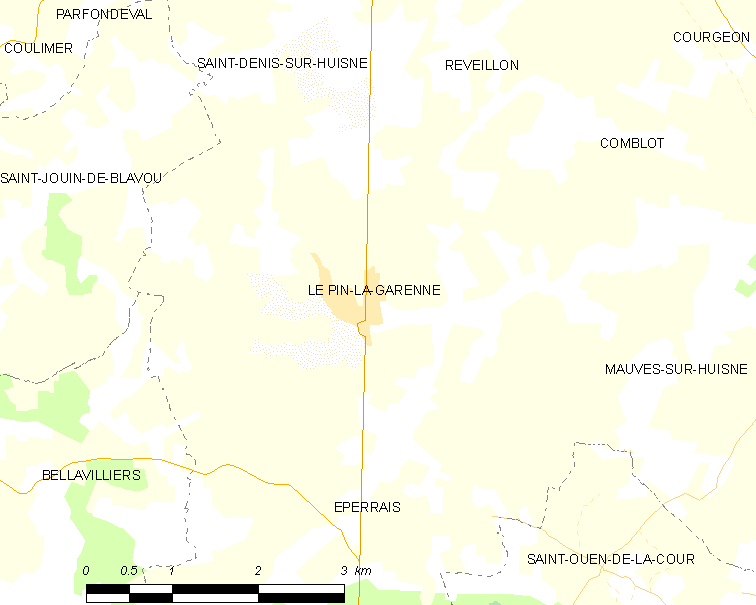
勒潘拉加雷讷的OSM定位图

勒潘拉加雷讷的时区为UTC+01:00、UTC+02:00（夏令时）。

## 行政
勒潘拉加雷讷的邮政编码为61400，INSEE市镇编码为61329。

## 政治
勒潘拉加雷讷所属的省级选区为莫尔塔涅欧佩什县。

## 人口

1962-2008年间勒潘拉加雷讷人口变化图示

勒潘拉加雷讷于2022年1月1日时的人口数量为619人。